# Премія Жінка ІІІ тисячоліття 2011
6-та церемонія вручення Всеукраїнської Премії «Жінка III тисячоліття» українкам відбулася 7 жовтня 2011 року в залі Національної опери України у Києві.

## Номінації
Всеукраїнською премією «Жінка III тисячоліття» відзначили 34 жінок у трьох номінаціях: «Знакова постать», «Рейтинг» та «Перспектива».

### Рейтинг
Найбільше, 26 жінок, були відзначені у номінації «Рейтинг».
Серед них найбільш відомі:
- співачка Власова Євгенія,
- телеведучі Даниленко Тетяна[1] («5 канал») та Леонтьєва Світлана (Національної телекомпанії України).

Глядачі стоячи аплодували хореографці, керівниці дитячої студії, переможниці телепроєкту «Гордість країни» Олені Чинці, яка не залишила улюбленої справи, навіть втративши ноги, та матері-виховательці дитячого будинку сімейного типу Любові Панченко, яку вийшли вітати на сцену 32 її вихованців, дітей та онуків.

### Знакова постать
У номінації «Знакова постать» були нагороджені чотири визначні жінки. В цьому списку Олександра Кужель — авторка єдиного податку, Голова Державного комітету підприємництва в 1998—2003 і 2009—2010 роках, заслужена економістка України та Валентина Зимня — народна артистка України, професор Київського театрального інституту ім. І.Карпенка-Карого, а також Клара Новікова — народна артистка Російської Федерації.

### Перспектива
Чотири молодих, але вже відомих дівчини, були номіновані премією «Перспектива»: заслужений майстер спорту України, чемпіонка командного чемпіонату Європи 2010 року, чемпіонка Всесвітньої Універсіади студентів 2011 року в Китаї Єлизавета Бризгіна та художниця, студентка Харківської Державної Академії Дизайну та Мистецтв Олена Борисова.

## Особливості нагородження
Церемонію привітали вітальними листами Президент України Віктор Янукович, міністр культури України Михайло Кулиняк, голови Київської міської державної адміністрації Олександр Попов та секретар Київради Галина Герега.

## Ведучі
Традиційно церемонію нагородження вели народний артист України Олексій Богданович та заслужений артист України Євген Нищук. Також до них в 2011 році долучився ще і Василь Ілащук.
Також на сцені жінок вітали відомі чоловіки — представник Президента України в Верховній Раді України, народний депутат України Юрій Мирошниченко, перший заступник Міністра соціальної політики України Василь Надрага, народні депутати України Максим Луцький, Валерій Коновалюк, Уповновноважений Президента України з прав дитини Юрій Павленко, а також народний артист України, професор, композитор Олександр Злотник.
Своїми виступами привітали жінок Євгенія Власова, Катерина Бужинська (володарка цієї Премії в один із попередніх років), переможці дитячого фестивалю «Світ талантів», Віталій Козловський, Василь Бондарчук, Джанго, Владислав Ситник.